# Mistrovství světa v ledním hokeji 1959
26. mistrovství světa  a 37. mistrovství Evropy v ledním hokeji probíhalo ve dnech 5. – 15. března 1959 v Československu. Turnajová utkání viděli diváci v Praze, Bratislavě, Brně, Kladně, Kolíně, Mladé Boleslavi, Ostravě a Plzni.
Na turnaj se přihlásilo 15 mužstev. Nejlepších 12 bylo rozděleno do tří kvalifikačních skupin. První dvě mužstva postoupila do finále v Praze. Mužstva na 3. a 4. místě hrála ve skupině o 7. – 12. místo. Zbývající tři mužstva hrála tzv. Evropské kritérium. Mimo soutěž se zúčastnilo juniorské mužstvo ČSR, které nahradilo odstoupivší Jugoslávii.

## Výsledky a tabulky

### Skupina A
| A  | Bratislava | CAN  | TCH  | SUI  | POL  | V | R | P | Skóre | B |
| 1. | Kanada     | ***  | 7:2  | 23:0 | 9:0  | 3 | 0 | 0 | 39:2  | 6 |
| 2. | ČSR        | 2:7  | ***  | 9:0  | 13:1 | 2 | 0 | 1 | 24:8  | 4 |
| 3. | Švýcarsko  | 0:23 | 0:9  | ***  | 8:3  | 1 | 0 | 2 | 8:35  | 2 |
| 4. | Polsko     | 0:9  | 1:13 | 3:8  | ***  | 0 | 0 | 3 | 4:30  | 0 |

 Československo –  Švýcarsko 9:0 (3:0, 2:0, 4:0)
5. března 1959 (15:00) – Bratislava

Branky a nahrávky Československa: 4. Jozef Golonka (Jaroslav Volf), 16. Josef Černý (František Vaněk), 17. Bohumil Prošek (František Tikal), 21. Ján Starší (František Vaněk), 40. Miroslav Vlach (Karol Fako), 46. František Tikal (Jaroslav Volf), 52. Rudolf Potsch (Jaroslav Volf), 58. Jozef Golonka (Jaroslav Volf, František Tikal), 60. Miroslav Vlach (Ján Starší).

Rozhodčí: Johan Narvestad (NOR), Tore Johannessen (NOR)

Vyloučení: 2:1 (1:0)
ČSR: Jiří Kulíček – Stanislav Bacílek, František Tikal, Rudolf Potsch, Jan Kasper – Ján Starší, Karol Fako, Miroslav Vlach – Bohumil Prošek, František Vaněk, Josef Černý – Jaroslav Volf, Jozef Golonka, Jaroslav Jiřík.
Švýcarsko: René Kiener – Kurt Nobs, Bruno Gerber, Josef Wengartner, Emil Handschin – Bernard Bagnoud, Peter Stammbach, Franz Berry – Hans-Martin Sprecher, Otto Schläpfer, Georg Riesch – Hans Papa, Michael Wehrli, Roger Chappot.
 Kanada –  Polsko 	9:0 (4:0, 3:0, 2:0)
5. března 1959 (20:00) – Bratislava

Branky Kanady: 11. Denis Boucher, 15. Gordon Berenson, 16. Gordon Berenson, 16. Ike Hildebrand, 33. John McLellan, 34. Al Dewsbury, 35. George Gosselin, 45. Gordon Berenson, 54. Denis Boucher.

Rozhodčí: Wilhelm Egginger (FRG), Quido Adamec (TCH)

Vyloučení: 2:2
Kanada: Gordon Bell – Jean Lamirande, Floyd Crawford, Al Dewsbury, Moe Benoit – Ike Hildebrand, Barton Bradley, George Gosselin – Lou Smrke, John McLellan, Peter Conacher – Denis Boucher, Gordon Berenson, David Jones.
Polsko: Wladyslaw Pabisz – Kazimierz Chodakowski, Stanislaw Olczyk, Henryk Regula, Marian Zawada – Józef Kurek, Janusz Zawadski, Andrzej Fonfara – imierz Malysiak, Sylwester Wilczek, Jerzy Ogorczyk – Marian Jezak, Zbigniew Skotnicki, Szymon Janiczko.
 Kanada –  Švýcarsko	23:0 (10:0, 4:0, 9:0)
6. března 1959 (15:00) – Bratislava

Branky Kanady: 4. John McLellan, 7. Jean Paul Payette, 7. Bart Bradley, 6. Denis Boucher, 12. Red Berenson, 13. Al Dewsbury, 13. Bart Bradley, 17. Jean-Paul Lamirande, 18. Bart Bradley, 18. George Gosselin, 24. Pete Conacher, 25. Red Berenson, 29. John McLellan, 30. John McLellan, 43. Maurice Benoit, 45. Denis Boucher, 45. Red Berenson, 47. George Gosselin, 54. George Gosselin, 57. Jean Paul Payette, 57. Maurice Benoit, 58. Floyd Crawford, 60. Al Dewsbury.

Rozhodčí: Quido Adamec (TCH), Richard Wagner (FRG)

Vyloučení: 3:2
Kanada: Marv Edwards –  Jean Lamirande, Floyd Crawford, Al Dewsbury, Moe Benoit – Ike Hildebrand, Barton Bradley, George Gosselin – Lou Smrke, John McLellan, Peter Conacher – Denis Boucher, Gordon Berenson, Jean Paul Payette.
Švýcarsko: René Kiener – Emil Handschin, Bruno Gerber, Kurt Nobs, Josef Weingartner – Bernard Bagnoud, Peter Stammbach, Franz Berry – Hans-Martin Sprecher, Otto Schläpfer, Georg Riesch – Hans Papa, Michael Wehrli, Roger Chappot.
 Československo –  Polsko 	13:1	(5:0, 3:0, 5:1)
6. března 1959 (20:00) – Bratislava

Branky a nahrávky Československa: 4. Jaroslav Jiřík (Jozef Golonka), 7. Josef Černý (František Vaněk), 8. Jozef Golonka  (Jaroslav Jiřík), 15. Bohumil Prošek (Josef Černý, František Tikal), 17. Jaroslav Jiřík (Jozef Golonka), 21. Karol Fako (Miroslav Vlach), 31. Ján Starší (Karol Fako), 34. Rudolf Potsch, 41. Karol Fako (Ján Starší, Miroslav Vlach), 46. František Tikal, 53. Miroslav Vlach, 55. Jaroslav Jiřík, 56. Jozef Golonka (Jaroslav Volf).

Branky Polska: 49. Józef Kurek.

Rozhodčí: Johan Narvestad (NOR), Tore Johannessen (NOR)

Vyloučení: 1:8 (3:0)
ČSR: Jiří Kulíček – Karel Gut, Stanislav Bacílek, František Tikal, Rudolf Potsch – Ján Starší, Karol Fako, Miroslav Vlach – Bohumil Prošek, František Vaněk, Josef Černý – Jaroslav Volf, Jozef Golonka, Jaroslav Jiřík
Polsko: Wladyslaw Pabisz – Kazimierz Chodakowski, Stanislaw Olczyk, Henryk Regula, Augustyn Skorski – Bronislaw Gosztyla, Józef Kurek, Janusz Zawadski – Andrzej Fonfara, Kazimierz Malysiak, Sylwester Wilczek – Jerzy Ogorczyk, Zbigniew Skotnicki, Szymon Janiczko.
 Polsko –  Švýcarsko	3:8 (1:4, 1:2, 1:2)
7. března 1959 (13:00) – Bratislava

Branky Polska: Bronislaw Gosztyla, Henryk Regula, Kazimierz Malysiak.

Branky Švýcarska: 6. Bernard Bagnoud, 3x Otto Schläpfer, 2x Peter Stammbach, 2x Hans-Martin Sprecher, .

Rozhodčí: Johan Narvestad (NOR), Tore Johannessen (NOR)

Vyloučení: 2:2
Polsko: Józef Goralczyk – Kazimierz Chodakowski, Stanislaw Olczyk, Henryk Regula, Marian Zawada – Bronislaw Gosztyla, Józef Kurek, Janusz Zawadski – Andrzej Fonfara, imierz Malysiak, Sylwester Wilczek - Jerzy Ogorczyk, Zbigniew Skotnicki, Szymon Janiczko.
Švýcarsko: Jean Ayer – Emil Handschin, Bruno Gerber, Hans Pappa, Josef Weingartner – Bernard Bagnoud, Peter Stammbach, Franz Berry – Hans-Martin Sprecher, Otto Schläpfer, Michael Wehrli, Roger Chappot.
 Československo –  Kanada 2:7 (0:1, 0:6, 2:0)
7. března 1959 (17:30) – Bratislava

Branky a nahrávky Československa: 43. Miroslav Vlach (Karol Fako), 47. Jaroslav Jiřík (Jan Kasper).

Branky a nahrávky Kanady: 12. Peter Conacher (Ike Hildebrand), 22. Peter Conacher (John McLellan), 30. Peter Conacher (John McLellan, Ike Hildebrand), 31. George Gosselin (Lou Smrke), 37. Gordon Berenson (Jean Paul Payette), 38. Jean Paul Payette, 40. Ike Hildebrand (George Gosselin, Jean Lamirande).

Rozhodčí: Wilhelm Egginger (FRG), Richard Wagner (FRG)

Vyloučení: 4:12 (0:1)
ČSR: Vladimír Nadrchal – Karel Gut, Jan Kasper, František Tikal, Rudolf Potsch – Ján Starší, Karol Fako, Miroslav Vlach – Bohumil Prošek, František Vaněk, Josef Černý – Miroslav Rys, Jozef Golonka, Jaroslav Jiřík
Kanada: Gordon Bell – Jean Lamirande, Floyd Crawford, Al Dewsbury, Moe Benoit – Ike Hildebrand, Barton Bradley, George Gosselin – Lou Smrke, John McLellan, Peter Conacher – Denis Boucher, Gordon Berenson, Jean Paul Payette.

### Skupina B
| B  | Brno   | URS  | USA  | NOR  | GDR | V | R | P | Skóre | B |
| 1. | SSSR   | ***  | 5:3  | 13:1 | 6:1 | 3 | 0 | 0 | 24:5  | 6 |
| 2. | USA    | 3:5  | ***  | 10:3 | 9:2 | 2 | 0 | 1 | 22:10 | 4 |
| 3. | Norsko | 1:13 | 3:10 | ***  | 6:3 | 1 | 0 | 2 | 10:26 | 2 |
| 4. | NDR    | 1:6  | 2:9  | 3:6  | *** | 0 | 0 | 3 | 6:21  | 0 |

 SSSR –  NDR 	6:1 (2:0, 2:1, 2:0)
5. března 1959 (15:00) – Brno (Za Lužánkami)

Branky a nahrávky SSSR: 7. Jevgenij Grošev, 14. Jevgenij Grošev, 21. Viktor Jakušev, 33. Konstantin Loktěv, 5:1 Nikolaj Sologubov, 6:1 Igor Děkonskij.

Branky NDR: 39. Manfred Buder.

Rozhodčí: Ladislav Tencza (TCH), Jan Wycisk (POL)

Vyloučení: 5:5
SSSR: Nikolaj Pučkov – Nikolaj Sologubov, Ivan Tregubov, Dmitrij Ukolov, Genrich Sidorenkov – Konstantin Loktěv, Veniamin Alexandrov, Jurij Panťuchov – Jurij Krylov, Jevgenij Grošev, Viktor Jakušev – Viktor Prjažnikov, Jurij Baulin, Igor Děkonskij.
NDR: Walter Kindermann – Horst Heinze, Heinz Kuczera, Dieter Greitner, Günther Heinicke – Erich Novy, Werner Künstler, Kurt Stürmer – Joachim Ziesche, Hans Frenzel, Gerhard Klügel – Joachim Franke, Joachim Rudert, Manfred Buder.
  USA –  Norsko 	10:3 (3:0, 3:1, 4:2)
5. března 1959 (20:00) – Brno (Za Lužánkami)

Branky USA: 6. Dick Meredith, 7. Weldon Olson, 17. Tom Williams, 25. Tom Williams, 33. Weldon Olson, 40. Robert Cleary. 50. Tom Williams, 58. Jim Westby, 10:2 59. Jim Westby.

Branky Norska: 38. Terje Hellerud, 44. Georg Smefjell, 10:3 59. Christian Petersen.

Rozhodčí: Jaroslav Pokorný (TCH), Olle Viking (SWE)

Vyloučení: 3:2
USA: Jack McCartan – John Newkirk, Jim Westby, Bob Owen, Rodney Paavola – Weldon Olson, Paul Johnson, Gene Grazia – Bob Turk, Bill Cleary, Robert Cleary – Dick Meredith, Dick Burg, Tom Williams.
Norsko: Knut Nygaard – Roar Bakke, Egil Bjerklund, Trond Gundersen – Terje Hellerud, Olav Dalsøren, Einar BrunoLarsen – Per Skjerwen Olsen, Georg Smefjell, Christian  Petersen – Oddvar Midsätter, Per Moe, Willy Walbye.
  USA –  NDR 	9:2 (3:0, 3:1, 3:1)
6. března 1959 (15:00) – Brno (Za Lužánkami)

Branky USA: 2. Paul Johnson, 9. Bob Turk, 14. Paul Johnson, 21. Bill Cleary, 23. Bob Owen, 30. Tom Williams, 46. Robert Cleary, 52. Paul Johnson, 58. Dick Meredith.

Branky NDR: 39. Kurt Stürmer, 53. Gerhard Klügel.

Rozhodčí: Gösta Ahlin (SWE), Ladislav Tencza (TCH)

Vyloučení: 3:3
USA: Don Cooper – John Newkirk, Bob Dupuis, Bob Owen, Rodney Paavola – Weldon Olson, Paul Johnson, Jim Westby – Bob Turk, Bill Cleary, Robert Cleary – Dick Meredith, Dick Burg, Tom Williams.
NDR: Günther Katzur – Horst Heinze, Heinz Kuczera, Dieter Greitner, Günther Heinicke – Erich Novy, Werner Künstler, Kurt Stürmer – Ziesche, Frenzel, Klügel – Joachim Ziesche, Hans Frenzel, Gerhard Klügel – Joachim Franke, Joachim Rudert, Manfred Buder.
 SSSR –  Norsko	13:1 (7:1, 3:0, 3:0)
6. března 1959 (20:00) – Brno (Za Lužánkami)

Branky SSSR: 1. třetina: Viktor Jakušev, Jevgenij Grošev, 2x Konstantin Loktěv, Jurij Krylov, Viktor Prjažnikov, Jurij Baulin, 21. Igor Děkonskij, 30. Igor Děkonskij, 40. Igor Děkonskij, 41. Viktor Jakušev, 58. Jevgenij Grošev, 59. Viktor Jakušev. 

Branky Norska: 20. Olav Dalsøren.

Rozhodčí: Wojek (POL), Jan Wycisk (POL)

Vyloučení: 1:1
SSSR: Jevgenij Jorkin – Nikolaj Sologubov, Ivan Tregubov, Dmitrij Ukolov, Genrich Sidorenkov – Konstantin Loktěv, Veniamin Alexandrov, Jurij Panťuchov – Jurij Krylov, Jevgenij Grošev, Viktor Jakušev – Viktor Prjažnikov, Jurij Baulin, Igor Děkonskij.
Norsko: Knut Nygaard (21. Lorang Wifladt) – Roar Bakke, Trond Gundersen, Roy Sørensen – Terje Hellerud, Olav Dalsøren, Einar Bruno Larsen – Per Skjerwen Olsen, Georg Smefjell, Christian Petersen – Oddvar Midsätter, Per Moe, Willy Walbye – Henrik Bruun.
 Norsko –  NDR 	6:3 (2:2, 3:0, 1:1)
7. března 1959 (13:00) – Brno (Za Lužánkami)

Branky Norska: 11. Einar Bruno Larsen, 8. Willy Walbye, 21. Terje Hellerud, 22. Olav Dalsøren, 37. Per Skjerwen Olsen, 46. Einar Bruno Larsen.

Branky NDR: 7. Manfred Buder, 7. Joachim Franke, 42. Joachim Ziesche.

Rozhodčí: Ladislav Tencza (POL), Jaroslav Pokorný (TCH)

Vyloučení: 6:4 navíc Oddvar Midsäther na 10 minut.
Norsko: Lorang Wifladt – Roar Bakke, Egil Bjerklund, Trond Gundersen – Terje Hellerud, Olav Dalsøren, Einar Bruno Larsen – Per Skjerwen Olsen, Georg Smefjell, Christian Petersen – Roy Sørensen, Per Moe, Willy Walbye – Oddvar Midsätter.
NDR: Walter Kindermann – Horst Heinze, Heinz Kuczera, Dieter Greitner, Werner Künstler – Günther Heinicke, Erich Novy, Kurt Stürmer – Joachim Ziesche, Hans Frenzel, Gerhard Klügel – Joachim Franke, Joachim Rudert, Manfred Buder.
 SSSR –  USA 	5:3 (1:1, 1:1, 3:1)
7. března 1959 (17:30) – Brno (Za Lužánkami)

Branky SSSR: 15. Alexej Guryšev, 28. Alexej Guryšev, 47. Jurij Panťuchov, 54. Viktor Prjažnikov, 60. Jurij Panťuchov.

Branky USA: 8. Dick Meredith, 37. Bill Cleary, 57. Paul Johnson.

Rozhodčí: Gösta Ahlin (SWE), Olle Viking (SWE)

Vyloučení: 3:1
SSSR: Nikolaj Pučkov - Nikolaj Sologubov, Ivan Tregubov, Jurij Baulin, Genrich Sidorenkov – Konstantin Loktěv, Veniamin Alexandrov, Jurij Panťuchov – Jurij Krylov, Jevgenij Grošev, Viktor Jakušev – Viktor Prjažnikov, Alexej Guryšev, Igor Děkonskij.
USA: Jack McCartan – John Newkirk, Jim Westby, Bob Owen, Rodney Paavola – Weldon Olson, Paul Johnson, Gene Grazia – Bob Turk, Bill Cleary, Robert Cleary – Dick Meredith, Dick Burg, Tom Williams.

### Skupina C
| C  | Ostrava | SWE  | FIN | GER | ITA  | V | R | P | Skóre | B |
| 1. | Švédsko | ***  | 4:4 | 6:1 | 11:0 | 2 | 1 | 0 | 21:5  | 5 |
| 2. | Finsko  | 4:4  | *** | 5:3 | 4:5  | 1 | 1 | 1 | 13:12 | 3 |
| 3. | SRN     | 1:6  | 3:5 | *** | 7:2  | 1 | 0 | 2 | 11:13 | 2 |
| 4. | Itálie  | 0:11 | 5:4 | 2:7 | ***  | 1 | 0 | 2 | 7:22  | 2 |

 Švédsko –  Itálie 	11:0 (3:0, 4:0, 4:0)
5. března 1959 (15:00) – Ostrava (OZS Josefa Kotase)

Branky Švédska: 2x Ronald Pettersson, 2x Lars-Eric Lundvall, 2x Hans Svedberg, Hans Mild, Carl-Göran Öberg, Göran Lysén, Roland Stoltz, Erling Lindström.

Rozhodčí: Šeleškov (URS), Nikolaj Kanunnikov (URS)

Vyloučení: 2:6 navíc Lars-Eric Lundvall na 5 minut.
Švédsko: Per-Agne Karlström – Roland Stoltz, Lars Björn, Hans Svedberg, Vilgot Larsson – Ronald Pettersson, Kurt Thulin, Lars-Eric Lundvall – Sigurd Bröms, Erling Lindström, Hans Mild – Göran Lysén, Gösta Westerlund, Carl-Göran Öberg.
Itálie: Giuliano Ferraris – Giuseppe Zandegiacomo, Carmine Tucci, Gianfranco Darin, Igino Larese-Fece – Bruno Frison, Alberto Darin, Ernesto Crotti – Giancarlo Agazzi, Giovanni Furlani, Giampiero Branduardi – Giulio Oberhammer, Giorgio Zerbetto, Bernardo Tomei.
 Finsko –  SRN 	5:3 (0:0, 1:2, 4:1)
5. března 1959 (20:00) – Ostrava (OZS Josefa Kotase)

Branky Finska: 47. Raimo Kilpiö, 31. Jorma Salmi, 46vl. Hans Rampf, 60. Teppo Rastio, 60. Teppo Rastio.

Branky SRN:  30. Ernst Trautwein, 39. Max Pfefferle, 58. Kurt Sepp.

Rozhodčí: Kurt Hauser (SUI), Helmut Schmid (SUI)

Vyloučení: 4:2
Finsko: Esko Niemi – Matti Haapaniemi, Kalevi Numminen, Matti Lampainen, Erkki Koiso – Jorma Salmi, Raimo Kilpiö, Teppo Rastio – Yrjö Hakala, Esko Luostarinen, Jouni Seistamo – Heino Pulli, Pertti Nieminen, Juhani Wahlsten.
SRN: Ulrich Jansen – Paul Ambros, Ernst Eggerbauer, Hans Huber, Hans Rampf – Max Pfefferle, Markus Egen, Horst Franz Schuldes – Georg Eberl, Jakob Probst, Alois Mayer – Kurt Sepp, Xaver Unsinn, Ernst Trautwein.
 SRN –  Itálie 	7:2 (4:1, 1:0, 2:1)
6. března 1959 (15:00) – Ostrava (OZS Josefa Kotase)

Branky SRN: 6. Hans Rampf, 14. Paul Ambros, 15. Max Pfefferle, 16. Ernst Trautwein, 33. Kurt Sepp, 43. Xaver Unsinn, 49. Markus Egen.

Branky Itálie: 5. Giovanni Furlani, 42. Bruno Frison.

Rozhodčí: Andy Gustavsson (USA), Vojtěch Okoličány (TCH)

Vyloučení: 7:5
SRN: Ulrich Jansen – Paul Ambros, Ernst Eggerbauer, Hans Huber, Leonhard Waitl – Max Pfefferle, Markus Egen, Hans Rampf – Kurt Sepp, Xaver Unsinn, Ernst Trautwein – Georg Eberl, Horst Franz Schuldes, Siegfried Schubert.
Itálie: Vittorio Bolla – Giuseppe Zandegiacomo, Carmine Tucci, Gianfranco Darin, Enrico Bacher – Giulio Oberhammer, Ernesto Crotti, Giampiero Branduardi – Bruno Frison, Giovanni Furlani, Bernardo Tomei – Alberto Darin, Giorgio Zarbetto, Igino Larese-Fece.
 Švédsko –  Finsko 	4:4 (2:1, 2:1, 0:2)
6. března 1959 (20:00) – Ostrava (OZS Josefa Kotase)

Branky Švédska: 8. Ronald Pettersson, 18. Sigurd Bröms, 25. Roland Stoltz, 28. Hans Mild.

Branky Finska: 15. Yrjö Hakala, 37. Pertti Nieminen, 56. Teppo Rastio, 57. Raimo Kilpiö.

Rozhodčí: Kurt Hauser (SUI), Helmut Schmid (SUI)

Vyloučení: 2:1
Švédsko: Per-Agne Karlström – Roland Stoltz, Lars Björn, Hans Svedberg, Vilgot Larsson – Ronald Pettersson, Kurt Thulin, Lars-Eric Lundvall – Sigurd Bröms, Erling Lindström, Hans Mild – Göran Lysén, Gösta Westerlund, Bertil Karlsson.
Finsko: Juhani Lahtinen – Matti Haapaniemi, Kalevi Numminen, Matti Lampainen, Aaro Nurminen – Jorma Salmi, Raimo Kilpiö, Teppo Rastio – Yrjö Hakala, Esko Luostarinen, Juhani Wahlsten – Heino Pulli, Pertti Nieminen, Unto Nevalainen.
 Itálie –  Finsko 	5:4 (2:1, 1:0, 2:3)
7. března 1959 (13:00) – Ostrava (OZS Josefa Kotase)

Branky Itálie: 8. Carmine Tucci, 17. Giulio Oberhammer, 30. Giulio Oberhammer, 41. Ernesto Crotti, 55. Giovanni Furlani.

Branky Finska: 9. Raimo Kilpiö, 48. Teppo Rastio, 49. Raimo Kilpiö, 55. Raimo Kilpiö.

Rozhodčí: Andy Gustavsson (USA), Vojtěch Okoličány (TCH)

Vyloučení: 0:4
Itálie: Giuliano Ferraris – Giuseppe Zandegiacomo, Carmine Tucci, Gianfranco Darin – Giulio Oberhammer, Giovanni Furlani, Bernardo Tomei – Bruno Frison, Ernesto Crotti, Giampiero Branduardi.
Finsko: Esko Niemi – Matti Haapaniemi, Kalevi Numminen, Matti Lampainen, Aaro Nurminen – Jorma Salmi, Raimo Kilpiö, Teppo Rastio – Yrjö Hakala, Esko Luostarinen, Juhani Wahlsten – Heino Pulli, Pertti Nieminen, Unto Nevalainen.
 Švédsko –  SRN 	6:1 (0:0, 2:1, 4:0)
7. března 1959 (17:00) – Ostrava (OZS Josefa Kotase)

Branky Švédska: 1:0 22. Lars-Eric Lundvall, 2:0 22. Erling Lindström, 31. Hans Svedberg, 32. Ronald Pettersson, 32. Acka Andersson, 59. Gösta Westerlund.

Branky SRN: 24. Markus Egen.

Rozhodčí : Šeleškov (URS), Nikolaj Kanunnikov (URS)

Vyloučení: 4:4 navíc Sigurd Bröms, Ronald Pettersson a Markus Egen na 5 minut.
Švédsko: Yngve Johansson – Roland Stoltz, Lars Björn, Hans Svedberg, Bertil Karlsson – Ronald Pettersson, Acka Andersson, Lars-Eric Lundvall – Sigurd Bröms, Erling Lindström, Hans Mild – Kurt Thulin, Gösta Westerlund, Vilgot Larsson.
SRN: Ulrich Jansen – Paul Ambros, Ernst Eggerbauer, Hans Huber, Leonhard Waitl – Max Pfefferle, Markus Egen, Hans Rampf – Kurt Sepp, Xaver Unsinn, Ernst Trautwein – Alois Mayer, Jakob Probst, Georg Eberl.

### Finále
|    | Praha   | CAN | URS | TCH | USA  | SWE | FIN  | V | R | P | Skóre | B |
| 1. | Kanada  | *** | 3:1 | 3:5 | 4:1  | 5:0 | 6:0  | 4 | 0 | 1 | 21:7  | 8 |
| 2. | SSSR    | 1:3 | *** | 4:3 | 5:1  | 4:2 | 6:1  | 4 | 0 | 1 | 20:10 | 8 |
| 3. | ČSR     | 5:3 | 3:4 | *** | 2:4  | 4:1 | 8:2  | 3 | 0 | 2 | 22:14 | 6 |
| 4. | USA     | 1:4 | 1:5 | 4:2 | ***  | 7:1 | 10:3 | 3 | 0 | 2 | 23:15 | 6 |
| 5. | Švédsko | 0:5 | 2:4 | 1:4 | 1:7  | *** | 2:1  | 1 | 0 | 4 | 6:21  | 2 |
| 6. | Finsko  | 0:6 | 1:6 | 2:8 | 3:10 | 1:2 | ***  | 0 | 0 | 5 | 7:32  | 0 |

 Kanada –  Finsko 	6:0 (3:0, 1:0, 2:0)
9. března 1959 (10:00) – Praha (Štvanice)

Branky Kanady: 2. Wayne Brown, 9. Peter Conacher, 19. Ike Hildebrand, 27. Gordon Berenson, 44. Peter Conacher, 52. Denis Boucher.

Rozhodčí: Kurt Hauser (SUI), Helmut Schmid (SUI)

Vyloučení: 4:2 navíc Brown na 5 min.
Kanada: Gordon Bell – Jean Lamirande, Floyd Crawford, Al Dewsbury, Moe Benoit – Ike Hildebrand, Barton Bradley, Wayne Brown – Lou Smrke, John McLellan, Peter Conacher – Denis Boucher, Gordon Berenson.
Finsko: Esko Niemi –  Matti Haapaniemi, Kalevi Numminen, Matti Lampainen, Aaro Nurminen – Yrjö Hakala, Jouni Seistamo, Pertti Nieminen – Jorma Salmi, Raimo Kilpiö, Teppo Rastio – Unto Nevalainen, Juhani Wahlsten, Heino Pulli.
 SSSR –  USA 	5:1 (1:0, 1:0, 3:1)
9. března 1959 (15:00) – Praha (Štvanice)

Branky SSSR: 4. Viktor Prjažnikov, 25. Jevgenij Grošev, 43. Igor Děkonskij, 58. Viktor Prjažnikov, 58. Jevgenij Grošev.

Branky USA: 52. Gene Grazia.

Rozhodčí: Gösta Ahlin (SWE), Olle Viking (SWE)

Vyloučení: 6:1 (0:0)
SSSR: Nikolaj Pučkov - Nikolaj Sologubov, Ivan Tregubov, Genrich Sidorenkov, Dmitrij Ukolov – Konstantin Loktěv, Veniamin Alexandrov, Jurij Panťuchov – Jurij Krylov, Jevgenij Grošev, Viktor Jakušev – Viktor Prjažnikov, Alexej Guryšev, Igor Děkonskij.
USA: Jack McCartan – John Newkirk, Jim Westby, Bob Owen, Rodney Paavola – Weldon Olson, Paul Johnson, Gene Grazia – Bob Turk, Bill Cleary, Robert Cleary – Dick Meredith, Dick Burg, Tom Williams.
 Československo –  Švédsko 	4:1	(3:0, 0:1, 1:0)
9. března 1959 (20:00) – Praha (Štvanice)

Branky a nhrávky Československa: 2. Karel Gut (Karol Fako), 4. Jaroslav Jiřík, 13. Miroslav Vlach, 45. Jozef Golonka.

Branky a nahrávky Švédska: 29. Erling Lindström (Sigurd Bröms).

Rozhodčí: Wilhelm Egginger (FRG), Richard Wagner (FRG)

Vyloučení: 5:7 (1:0)
ČSR: Jiří Kulíček – Karel Gut, František Tikal, Rudolf Potsch, Stanislav Bacílek – Ján Starší, Karol Fako, Miroslav Vlach – Bohumil Prošek, František Vaněk, Josef Černý – Jaroslav Volf, Jozef Golonka, Jaroslav Jiřík
Švédsko: Yngve Johansson – Roland Stoltz, Lars Björn, Hans Svedberg, Bertil Karlsson – Vilgot Larsson, Ronald Pettersson, Kurt Thulin – Acka Andersson, Lars-Eric Lundvall, Sigurd Bröms – Erling Lindström, Hans Mild, Gösta Westerlund.
 Československo –  Finsko 	8:2	(3:1, 3:0, 2:1)
10. března 1959 (15:00) – Praha (Štvanice)

Branky a nahrávky Československa: 1. Karol Fako (Ján Starší), 8. Jaroslav Volf, 9. Miroslav Vlach (František Tikal), 22. Miroslav Vlach (Karel Gut), 25. Jaroslav Volf, 36. Jaroslav Volf, 41. Stanislav Bacílek, 49. Karel Gut.

Branky a nahrávky USA: 18. Jouni Seistamo (Juhani Wahlsten), 59. Teppo Rastio.

Rozhodčí: Andy Gustavsson (USA), Olle Viking (SWE)

Vyloučení: 2:1 (0:0)
ČSR: Jiří Kulíček – Karel Gut, Tikal, Jan Kasper, Stanislav Bacílek – Ján Starší, Karol Fako, Miroslav Vlach – Bohumil Prošek, Miroslav Rys, Josef Černý – Jaroslav Volf, Jozef Golonka, Jaroslav Jiřík
Finsko: Juhani Lahtinen – Matti Haapaniemi, Kalevi Numminen, Matti Lampainen, Jorma Salmi – Raimo Kilpiö, Teppo Rastio, Yrjö Hakala – Esko Luostarinen, Jouni Seistamo, Heino Pulli – Pertti Nieminen, Juhani Wahlsten.
  USA –  Švédsko 	7:1 (2:0, 3:0, 2:1)
10. března 1959 (20:00) – Praha (Štvanice)

Branky USA: 2. Burg, 12. Bill Cleary, 27. Dick Meredith, 30. Bill Cleary, 55. Bob Turk, 57. Gene Grazia.

Branky Švédska: 48. Ronald Pettersson.

Rozhodčí: Kurt Hauser (SUI), Helmut Schmid (SUI)

Vyloučení: 2:1
USA: Don Cooper – John Newkirk, Jim Westby, Bob Owen, Rodney Paavola – Weldon Olson, Paul Johnson, Gene Grazia – Bob Turk, Bill Cleary, Robert Cleary – Dick Meredith, Dick Burg, Tom Williams.
Švédsko: Yngve Johansson – Roland Stoltz, Lars Björn, Hans Svedberg, Vilgot Larsson – Ronald Pettersson, Acka Andersson, Lars-Eric Lundvall – Kurt Thulin, Erling Lindström, Hans Mild – Göran Lysén, Sigurd Bröms, Bertil Karlsson.
 Kanada –  SSSR 	3:1 (2:0, 0:0, 1:1)
11. března 1959 (20:00) – Praha (Štvanice)

Branky Kanady: 9. Denis Boucher, 13. Moe Benoit, 49. Ike Hildebrand.

Branky SSSR: 53. Viktor Jakušev

Rozhodčí: Kurt Hauser (SUI), Gösta Ahlin (SWE)

Vyloučení: 3:1 (0:0)
Kanada: Gordon Bell – Jean Lamirande, Floyd Crawford, Al Dewsbury, Moe Benoit – Ike Hildebrand, Barton Bradley, Wayne Brown – Lou Smrke, John McLellan, Peter Conacher – Denis Boucher, Gordon Berenson, Jean Paul Payette.
SSSR: Nikolaj Pučkov - Nikolaj Sologubov, Ivan Tregubov, Genrich Sidorenkov, Dmitrij Ukolov – Konstantin Loktěv, Veniamin Alexandrov, Jurij Panťuchov – Jurij Krylov, Jevgenij Grošev, Viktor Jakušev – Viktor Prjažnikov, Alexej Guryšev, Igor Děkonskij.
  USA –  Finsko 	10:3 (5:2, 2:0, 3:1)
11. března 1959 (15:00) – Praha (Štvanice)

Branky USA: 4. Bill Cleary, 8. Johnson, 13. Turk, 15. Johnson, 18. Bill Cleary, 25. Tom Williams, 34. Johnson, 44. Newkirk, 46. Robert Cleary, 50. Weldon Olson.

Branky Finska: 9. Pulli, 16. Wahlsten, 60. Rastio.

Rozhodčí: Quido Adamec (TCH), Jaroslav Pokorný (TCH)

Vyloučení: 2:5
USA: Jack McCartan – John Newkirk, Jim Westby, Bob Owen, Rodney Paavola – Weldon Olson, Paul Johnson, Gene Grazia – Bob Turk, Bill Cleary, Robert Cleary – Dick Meredith, Dick Burg, Tom Williams.
Finsko: Esko Niemi –  Matti Haapaniemi, Yrjö Hakala, Matti Lampainen, Heino Pulli – Jorma Salmi, Raimo Kilpiö, Teppo Rastio – Juhani Wahlsten, Esko Luostarinen, Jouni Seistamo – Pertti Nieminen, Kalevi Numminen, Unto Nevalainen.
 Československo –  SSSR 	3:4	(1:2, 2:0, 0:2)
12. března 1959 (20:00) – Praha (Štvanice)

Branky a anhrávky Československa: 13. Jozef Golonka, 29. Jaroslav Jiřík (Jozef Golonka), 38. Ján Starší (Jan Kasper).

Branky a nahrávky SSSR: 4. Veniamin Alexandrov, 6. Alexej Guryšev (Ivan Tregubov), 44. Jurij Krylov, 50. Viktor Jakušev (Alexej Guryšev).

Rozhodčí: Andy Gustavsson (USA), Kurt Hauser (SUI)

Vyloučení: 7:8 (0:0)
ČSR: Jiří Kulíček – Karel Gut, Rudolf Potsch, Jan Kasper, Stanislav Bacílek – Ján Starší, Karol Fako, Miroslav Vlach – Bohumil Prošek, František Vaněk, Josef Černý – Jaroslav Volf, Jozef Golonka, Jaroslav Jiřík
SSSR: Nikolaj Pučkov – Nikolaj Sologubov, Ivan Tregubov, Dmitrij Ukolov, Genrich Sidorenkov – Konstantin Loktěv, Veniamin Alexandrov, Jurij Panťuchov – Jurij Krylov, Jevgenij Grošev, Viktor Jakušev – Viktor Prjažnikov, Alexej Guryšev, Igor Děkonskij.
 Kanada –  Švédsko 	5:0 (1:0, 2:0, 2:0)
12. března 1959 (15:00) – Praha (Štvanice)

Branky Kanady: 8. Wayne Brown, 21. George Gosselin, 23. Jean Lamirande, 51. Ike Hildebrand, 54.Lou Smrke.

Rozhodčí:  Quido Adamec (TCH), Jaroslav Pokorný (TCH)

Vyloučení: 3:0
Kanada: Marv Edwards – Jean Lamirande, Floyd Crawford, Al Dewsbury, Moe Benoit – Denis Boucher, Gordon Berenson, George Gosselin – Ike Hildebrand, Barton Bradley, Wayne Brown – Lou Smrke, Jean Paul Payette, Peter Conacher.
Švédsko: Per-Agne Karlström – Roland Stoltz, Lars Björn, Hans Svedberg, Vilgot Larsson – Ronald Pettersson, Acka Andersson, Lars-Eric Lundvall – Kurt Thulin, Sigurd Bröms, Hans Mild – Göran Lysén, Bertil Karlsson.
 Československo –  USA 	2:4		(0:1, 1:3, 1:0)
13. března 1959 (20:00) – Praha (Štvanice)

Branky a nahrávky Československa: 34. Bohumil Prošek (František Tikal), 42. Jozef Golonka (Jaroslav Jiřík).

Branky a nahrávky USA: 13. Weldon Olson, 31. Dick Meredith (Dick Burg), 33. Rodney Paavola (Robert Cleary), 36. Paul Johnson.

Rozhodčí: Kurt Hauser (SUI), Helmut Schmid (SUI)

Vyloučení: 2:5 (1:1)
ČSR: Vladimír Nadrchal – Karel Gut, František Tikal, Rudolf Potsch, Jan Kasper – Ján Starší, Karol Fako, Miroslav Vlach – Bohumil Prošek, František Vaněk, Stanislav Bacílek – Jaroslav Volf, Jozef Golonka, Jaroslav Jiřík
USA: Don Cooper – John Newkirk, Jim Westby, Bob Owen, Rodney Paavola – Weldon Olson, Paul Johnson, Gene Grazia – Bob Turk, Bill Cleary, Robert Cleary – Dick Meredith, Dick Burg, Tom Williams.
 Švédsko –  Finsko 	2:1 (2:0, 0:1, 0:0)
13. března 1959 (15:00) – Praha (Štvanice)

Branky Švédska: 1. Acka Andersson, 4. Lars-Eric Lundvall.

Branky Finska: 38. Yrjö Hakala.

Rozhodčí: Richard Wagner (FRG), Wilhelm Egginger (FRG)

Vyloučení: 0:2
Švédsko: Per-Agne Karlström – Roland Stoltz, Lars Björn, Hans Svedberg, Vilgot Larsson – Sigurd Bröms, Erling Lindström, Hans Mild – Ronald Pettersson, Acka Andersson, Lars-Eric Lundvall – Kurt Thulin, Gösta Westerlund, Bertil Karlsson.
Finsko: Esko Niemi – Kalevi Numminen, Aaro Nurminen, Erkki Koiso, Matti Lampainen – Yrjö Hakala, Esko Luostarinen, Jouni Seistamo – Jorma Salmi, Raimo Kilpiö, Teppo Rastio – Pertti Nieminen, Heino Pulli, Juhani Wahlsten.
 Kanada –  USA 	4:1 (1:0, 1:0, 2:1)
14. března 1959 (20:00) – Praha (Štvanice)

Branky Kanady: 13. Denis Boucher, 33. Ike Hildebrand, 43. Lou Smrke, 45. Jack McCartan vlastní

Branky USA: 59. Bob Turk.

Rozhodčí: Gösta Ahlin (SWE), Olle Viking (SWE)

Vyloučení: 8:5 (1:0)
Kanada: Gordon Bell – Jean Lamirande, Floyd Crawford, Al Dewsbury, Moe Benoit – Ike Hildebrand, Barton Bradley, Wayne Brown – Lou Smrke, John McLellan, Peter Conacher – Denis Boucher, Gordon Berenson, George Gosselin.
USA: Jack McCartan – John Newkirk, Jim Westby, Bob Owen, Rodney Paavola – Weldon Olson, Paul Johnson, Gene Grazia – Bob Turk, Bill Cleary, Robert Cleary – Dick Meredith, Dick Burg, Tom Williams.
 SSSR –  Finsko 	6:1 (4:0, 0:1, 2:0)
14. března 1959 (15:00) – Praha (Štvanice)

Branky SSSR: 3. Alexej Guryšev, 8. Jurij Baulin, 14. Ivan Tregubov, 16. Venjamin Alexandrov, 46. Alexej Guryšev, 55. Nikolaj Snětkov.

Branky Finska: 40. Jouni Seistamo.

Rozhodčí: Jaroslav Pokorný (TCH), Vojtěch Okoličány (TCH)

Vyloučení: 3:4
SSSR: Jevgenij Jorkin – Nikolaj Sologubov, Ivan Tregubov, Jurij Baulin – Konstantin Loktěv, Veniamin Alexandrov, Jurij Panťuchov – Nikolaj Snětkov, Alexej Guryšev, Igor Děkonskij – Jurij Krylov, Jevgenij Grošev, Viktor Jakušev.
Finsko: Esko Niemi – Matti Lampainen, Heino Pulli, Matti Haapaniemi, Aaro Nurminen – Yrjö Hakala, Esko Luostarinen, Jouni Seistamo – Jorma Salmi, Raimo Kilpiö, Teppo Rastio – Juhani Wahlsten, Pertti Nieminen, Unto Nevalainen.
 SSSR –  Švédsko 	4:2 (0:2, 2:0, 2:0)
15. března 1959 (10:00) – Praha (Štvanice)

Branky SSSR: 32. Venjamin Alexandrov, 38. Venjamin Alexandrov, 45. Jurij Baulin, 52. Viktor Prjažnikov.

Branky Švédska: 3. Ronald Pettersson, 12. Sigurd Bröms.

Rozhodčí: Andy Gustavson (USA), Jan Wycisk (POL)

Vyloučení: 1:2
SSSR: Nikolaj Pučkov – Nikolaj Sologubov, Ivan Tregubov, Genrich Sidorenkov, Jurij Baulin – Konstantin Loktěv, Veniamin Alexandrov, Jurij Panťuchov – Nikolaj Snětkov, Alexej Guryšev, Viktor Prjažnikov – Jurij Krylov, Jevgenij Grošev, Viktor Jakušev.
Švédsko: Per-Agne Karlström – Roland Stoltz, Lars Björn, Hans Svedberg, Vilgot Larsson – Ronald Pettersson, Acka Andersson, Lars-Eric Lundvall – Sigurd Bröms, Erling Lindström, Hans Mild.
 Československo –  Kanada 	5:3	(2:0, 1:1, 2:2) - anketa nejslavnější gól - Miroslav Vlach rok 1959
15. března 1959 (15:00) – Praha (Štvanice)

Branky a nahrávky Československa: 9. Ján Starší (Miroslav Vlach), 20. Jaroslav Volf (Jaroslav Jiřík), 40. Rudolf Potsch (Jozef Golonka), 47. Ján Starší (Karol Fako), 59. Miroslav Vlach.

Branky a nahrávky Kanady: 29. Peter Conacher (John McLellan), 42. Barton Bradley, 53. Gordon Berenson.

Rozhodčí: Kurt Hauser (SUI), Wilhelm Egginger (FRG)

Vyloučení: 2:8 (1:0, 0:1)
ČSR: Vladimír Nadrchal – Karel Gut, Rudolf Potsch, Jan Kasper – Ján Starší, Karol Fako, Miroslav Vlach – Bohumil Prošek, František Vaněk, Josef Černý – Jaroslav Volf, Jozef Golonka, Jaroslav Jiřík
Kanada: Gordon Bell – Jean Lamirande, Floyd Crawford, Al Dewsbury, Moe Benoit – Ike Hildebrand, Barton Bradley, Wayne Brown – George Gosselin, Lou Smrke, John McLellan – Peter Conacher, Denis Boucher, Gordon Berenson.

### O 7. – 12. místo
|     | O 7. – 12. místo | GER | NOR | GDR | ITA | POL | SUI | V | R | P | Skóre | B |
| 7.  | SRN              | *** | 9:4 | 8:0 | 2:2 | 5:3 | 6:0 | 4 | 1 | 0 | 30:9  | 9 |
| 8.  | Norsko           | 4:9 | *** | 4:1 | 4:3 | 4:3 | 4:4 | 3 | 1 | 1 | 20:20 | 7 |
| 9.  | NDR              | 0:8 | 1:4 | *** | 8:6 | 5:1 | 6:2 | 3 | 0 | 2 | 20:21 | 6 |
| 10. | Itálie           | 2:2 | 3:4 | 6:8 | *** | 5:2 | 4:1 | 2 | 1 | 2 | 20:17 | 5 |
| 11. | Polsko           | 3:5 | 3:4 | 1:5 | 2:5 | *** | 2:1 | 1 | 0 | 4 | 11:20 | 2 |
| 12. | Švýcarsko        | 0:6 | 4:4 | 2:6 | 1:4 | 1:2 | *** | 0 | 1 | 4 | 8:22  | 1 |

 NDR –  Polsko 	5:1 (3:1, 1:0, 1:0)
9. března 1959 (17:30) – Kladno

Branky NDR: 4. Kurt Stürmer, 17. Heinz Kuczera, 18. Wolfgang Blümel, 39. Manfred Buder, 45. Hans Frenzel.

Branky Polska: 1. Józef Kurek.

Rozhodčí: Šeleškov (URS), Nikolaj Kanunnikov (URS)

Vyloučení: 4:8
NDR: Walter Kindermann - Horst Heinze, Heinz Kuczera, Dieter Greiner, Günther Heinicke - Erich Novy, Wolfgang Blümel, Kurt Stürmer - Joachim Rudert, Manfred Buder, Joachim Franke - Joachim Ziesche, Hans Frenzel, Gerhard Klügel.
Polsko: Wladyslaw Pabisz - Stanislaw Olczyk, Kazimierz Chodakowski, Henryk Regula, Augustyn Skorski - Józef Kurek, Janusz Zawadski, Bronislaw Gosztyla - Marian Jezak, Szymon Janiczko, Zbigniew Skotnicki - Jerzy Ogorczyk, Sylwester Wilczek, Kazimierz Malysiak.
 Norsko –  Švýcarsko	4:4 (1:2, 1:1, 2:1)
9. března 1959 (17:30) – Mladá Boleslav

Branky Norska: 2x Olav Dalsøren, 2x Willy Walbye, 53. Olav Dalsøren,

Branky Švýcarska: 3x Otto Schläpfer, Peter Stammbach.

Rozhodčí: Andy Gustavsson (USA), Jan Wycisk (POL)

Vyloučení: 3:4
Norsko: Lorang Wifladt - Roar Bakke, Henrik Petersen, Egil Bjerklund, Trond Gundersen - Terje Hellerud, Olav Dalsøren, Einar Bruno Larsen - Per Skjerwen Olsen, Georg Smefjell, Christian Petersen - Oddvar Midsäther, Per Moe, Willy Walbye.
Švýcarsko: Jean Ayer - Josef Wengartner, Emil Handschin, Bruno Gerber, Kurt Nobs, Hans Papa - Georg Riesch, Otto Schläpfer, Hans-Martin Sprecher - Franz Berry, Peter Stammbach, Roger Chappot.
 SRN –  Itálie 	2:2 (0:0, 0:2, 2:0)
9. března 1959 (17:30) – Kolín

Branky SRN: 44. Georg Eberl, 46. Hans Rampf.

Branky Itálie: 27. Ernesto Crotti, 38. Bernardo Tomei.

Rozhodčí: Jaroslav Pokorný (TCH), Quido Adamec (TCH)

Vyloučení: 4:5
SRN: Ulrich Jansen - Paul Ambros, Ernst Eggerbauer, Hans Huber, Leonhard Waitl - Max Pfefferle, Markus Egen, Jakob Probst - Ernst Trautwein, Kurt Sepp, Xaver Unsinn -
Hans Rampf, Siegfried Schubert, Georg Eberl.
Itálie: Giuliano Ferraris - Giuseppe Zandegiacomo, Carmine Tucci, Gianfranco Darin - Bernardo Tomei, Bruno Frison, Ernesto Crotti - Giampiero Branduardi, Giovanni Furlani, Giulio Oberhammer.
 Norsko –  Itálie 	4:3 (1:3, 2:0, 1:0)
10. března 1959 (17:30) – Kladno

Branky a nahrávky Norska: 6. Olav Dalsøren, 24. Olav Dalsøren, 37. Christian Petersen (Olav Dalsøren), 53. Henrik Petersen.

Branky a nahrávky Itálie: 4. Ernesto Crotti (Carmine Tucci), 12. Giampiero Branduardi, 16. Bruno Frison (Ernesto Crotti).

Rozhodčí: Jan Wycisk (POL), Wojek (POL)

Vyloučení: 4:4
 SRN –  Polsko 	5:3 (1:1, 2:1, 2:1)
10. března 1959 (17:30) – Mladá Boleslav

Branky SRN: Ernst Trautwein, Markus Egen, Xaver Unsinn, Hans Huber, Ernst Eggerbauer.

Branky Polska: 2x Zbigniew Skotnicki, Andrzej Fonfara.

Rozhodčí: Gösta Ahlin (SWE), Quido Adamec (TCH)

Vyloučení: 2:3 navíc Marian Zawada na 5 minut.
 NDR –  Švýcarsko	6:2 (2:1, 2:0, 2:1)
10. března 1959 (17:30) – Kolín

Branky NDR: 3x Hans Frenzel, 2x Horst Heinze, Joachim Ziesche.

Branky Švýcarska: Otto Schläpfer, Kurt Nobs.

Rozhodčí: Šeleškov (URS), Nikolaj Kanunnikov (URS)

Vyloučení: 4:3
 SRN –  NDR	8:0 (2:0, 4:0, 2:0)
11. března 1959 (17:30) – Kladno

Branky a nahrávky SRN: 1:0 Hans Rampf, 2:0 Alois Mayer (Jakob Probst), 3:0 Markus Egen, 4:0 Paul Ambros (Markus Egen), 5:0 Hans Rampf (Markus Egen), 6:0 Xaver Unsinn (Kurt Sepp), 7:0 Markus Egen, 8:0 Paul Ambros. 

Rozhodčí: Olle Viking (SWE), Tore Johannesen (NOR)

Vyloučení: 1:4
 Itálie –  Švýcarsko	4:1 (0:0, 3:0, 1:1)
11. března 1959 (17:30) – Mladá Boleslav

Branky Itálie: 24. Giuseppe Zandegiacomo, 26. Carmine Tucci, 32. Bernardo Tomei, 53. Enrico Bacher.

Branky Švýcarska: 42. Roger Chappot.

Rozhodčí: Wilhelm Egginger (GER), Johan Narvestad (NOR)

Vyloučení: 1:3
Itálie: Vittorio Bolla - Giuseppe Zandegiacomo, Carmine Tucci, Gianfranco Darin - Alberto Darin, Bernardo Tomei, Giovanni Furlani - Giulio Oberhammer, Ernesto Crotti,
Enrico Bacher.
Švýcarsko: René Kiener - Hans Papa, Josef Wengartner, Bruno Gerber, Kurt Nobs - Hans-Martin Sprecher, Otto Schläpfer, Emil Handschin - Franz Berry, Peter Stammbach, Roger Chappot.
 Norsko –  Polsko 	4:3 (2:2, 1:0, 1:1)
11. března 1959 (17:30) – Kolín

Branky a nahrávky Norska: 9. Christian Petersen (Per Skjerwen Olsen), 18. Willy Walbye (Olav Dalsøren), 35. Per Skjerwen Olsen, 47. Roar Bakke.

Branky Polska: 0:35 Józef Kurek, 11. Józef Kurek, 48. Marian Jezak.

Rozhodčí: Andy Gustavsson (USA), Ladislav Tencza (TCH)

Vyloučení: 0:5
Norsko: Knut Nygaard - Roar Bakke, Henrik Petersen, Egil Bjerklund, Trond Gundersen - Terje Hellerud, Olav Dalsøren, Willy Walbye (Per Moe) - Per Skjerwen Olsen (Oddvar Midsäther), Georg Smefjell, Christian Petersen
Polsko: Wladyslaw Pabisz - Stanislaw Olczyk, Kazimierz Chodakowski, Henryk Regula, Augustyn Skorski - Józef Kurek, Janusz Zawadski, Bronislaw Gosztyla - Marian Jezak,
Szymon Janiczko, Zbigniew Skotnicki - Jerzy Ogorczyk, Sylwester Wilczek, Andrzej Fonfara.
 NDR –  Itálie 	8:6 (3:3, 3:3, 2:0)
13. března 1959 (17:30) – Kladno

Branky NDR: 11. Erich Novy, 19. Joachim Ziesche, 19. Werner Künstler, 22. Joachim Franke, 22. Joachim Ziesche, 34. Hans Frenzel, 44. Werner Heinicke, 44. Joachim Ziesche.

Branky Itálie: 8. Bernardo Tomei, 9. Bernardo Tomei, 14. Bruno Frison, 30. Giulio Oberhammer, 34. Carmine Tucci, 38. Giampiero Branduardi.

Rozhodčí: Gösta Ahlin (SWE), Olle Viking (SWE)

Vyloučení: 4:3
 SRN –  Norsko	9:4 (3:2, 3:1, 3:1)
13. března 1959 (17:30) – Mladá Boleslav

Branky a nahrávky SRN: 2. Markus Egen, 13. Ernst Trautwein (Xaver Unsinn), 19. Ernst Trautwein, 21. Markus Egen, 30. Kurt Sepp, 35. Kurt Sepp, 41. Markus Egen, 57. Leonhard Waitl, 58. Ernst Trautwein.

Branky a nahrávky Norska: 3. Georg Smefjell (Per Skjerwen Olsen), 4. Willy Walbye, 39. Einar Bruno Larsen, 46. Olav Dalsøren.

Rozhodčí: Jaroslav Pokorný (TCH), Vojtěch Okoličány (TCH)

Vyloučení: 10:6
SRN: Ulrich Jansen - Hans Huber, Leonhard Waitl, Paul Ambros, Ernst Eggerbauer - Hans Rampf, Markus Egen, Max Pfefferle - Ernst Trautwein, Kurt Sepp, Xaver Unsinn - Siegfried Schubert, Alois Mayer, Jakob Probst.
Norsko: Knut Nygaard - Roar Bakke, Henrik Petersen, Egil Bjerklund, Trond Gundersen - Terje Hellerud, Olav Dalsøren, Einar Bruno Larsen - Per Skjerwen Olsen, Georg Smefjell, Christian Petersen, Oddvar Midsäther, Per Moe, Willy Walbye.
 Polsko –  Švýcarsko	2:1 (0:1, 1:0, 1:0)
13. března 1959 (17:30) – Kolín

Branky a nahrávky Polska: 39. Bronislaw Gosztyla, 52. Józef Kurek.

Branky a nahrávky Švýcarska: 5. Otto Schläpfer (Emil Handschin).

Rozhodčí: Tore Johannesen (NOR), Johan Narvestad (NOR)

Vyloučení: 2:4
 SRN –  Švýcarsko	6:0 (2:0, 2:0, 2:0)
14. března 1959 (17:30) – Kladno

Branky a nahrávky SRN: 12. Paul Ambros, 16. Ernst Trautwein (Kurt Sepp), 22. Hans Rampf, 40. Ernst Trautwein, 42. Kurt Sepp, 48. Kurt Sepp (Ernst Trautwein).   

Rozhodčí: Ladislav Tencza (TCH), Tore Johannesen (NOR)

Vyloučení: 2:0 navíc Georg Eberl na 10 minut.
SRN: Ulrich Jansen - Hans Huber, Leonhard Waitl, Paul Ambros, Ernst Eggerbauer - Hans Rampf, Markus Egen, Max Pfefferle - Ernst Trautwein, Kurt Sepp, Xaver Unsinn - Siegfried Schubert, Horst Franz Schuldes, Georg Eberl.
Švýcarsko: Jean Ayer - Hans Papa, Josef Wengartner, Bruno Gerber, Kurt Nobs - Georg Riesch, Otto Schläpfer, Hans-Martin Sprecher - Franz Berry, Peter Stammbach, Roger Chappot.
 Itálie –  Polsko 	5:2 (0:1, 2:1, 3:0)
14. března 1959 (17:30) – Mladá Boleslav

Branky Itálie: 24. Carmine Tucci, 29. Giovanni Furlani, 47. Bruno Frison, 53. Giovanni Furlani, 53. Giancarlo Agazzi.

Branky Polska: 15. Józef Kurek, 33. Bronislaw Gosztyla.

Rozhodčí: Šeleškov (URS), Nikolaj Kanunnikov (URS)

Vyloučení: 7:6
Itálie: Giuliano Ferraris - Gianfranco Darin, Giancarlo Agazzi, Carmine Tucci, Giuseppe Zandegiacomo - Ernesto Crotti, Bruno Frison, Giampiero Branduardi - Giovanni Furlani, Bernardo Tomei,Giulio Oberhammer.
Polsko: Wladyslaw Pabisz - Kazimierz Chodakowski, Szymon Janiczko, Henryk Regula, Marian Zawada - Józef Kurek, Janusz Zawadski, Bronislaw Gosztyla - Andrzej Fonfara,
Zbigniew Skotnicki, Marian Jezak - Jerzy Ogorczyk, Sylwester Wilczek, Kazimierz Malysiak.
 Norsko –  NDR	4:1 (1:0, 2:0, 1:1)
14. března 1959 (17:30) – Kolín

Branky a nahrávky Norska: 8. Georg Smefjell (Per Skjerwen Olsen), 34. Georg Smefjell (Per Skjerwen Olsen), 35. Roar Bakke, 54. Einar Bruno Larsen (Olav Dalsøren).

Branky a nahrávky NDR: 56. Joachim Ziesche (Gerhard Klügel).

Rozhodčí: Wojek (POL), Jan Wycisk (POL)

Vyloučení: 3:1

### Evropské kritérium
| EK | Plzeň       | JTCH | ROM | HUN  | AUT | V | R | P | Skóre | B |
| *  | Junioři ČSR | ***  | 3:0 | 17:2 | 7:1 | * | * | * | *     | * |
| 1. | Rumunsko    | 0:3  | *** | 7:2  | 5:2 | 2 | 0 | 0 | 12:4  | 4 |
| 2. | Maďarsko    | 2:17 | 2:7 | ***  | 3:2 | 1 | 0 | 1 | 5:9   | 2 |
| 3. | Rakousko    | 1:7  | 2:5 | 2:3  | *** | 0 | 0 | 2 | 4:8   | 0 |

- Junioři Československa hráli mimo soutěž

 Maďarsko –  Rakousko 	3:2 (2:0, 1:0, 0:2)
5. března 1959 (19:30) – Plzeň

Branky a nahrávky Maďarska: 1. János Palotas (Ferenc Lőrincz), 17. János Palotas (Gábor Boróczi), 26. Ferenc Lőrincz (Gábor Boróczi).

Branky a nahrávky Rakouska: 47. Rudolf Monitzer, 55. Rudolf Monitzer.

Rozhodčí: Vyvial (TCH), Karel Svítil (TCH)

Vyloučení: 6:5
Maďarsko: Imre Andorka - György Patócs, Jozsef Baban, Béla Martinuzzi, Róbert Havas - János Palotas, Ferenc Lőrincz, Gábor Boróczi - Balázs Kenderesi, Jozsef Kertész, Viktor Zsitva - János Zima, György Grimm, László Simon,
Rakousko: Alfred Huber - Jakob Küchl, Hermann Knoll, Adolf Bachura, Heinz Thielmann - Rudolf Monitzer, Walter Znenahlik, Mair - Steiner, Fritz Wechselberger, Erich Winkler - Adolf Bachler, Gustav Tischer, Gerhard Springer.
 Junioři ČSR –  Rumunsko 	3:0 (1:0, 1:0, 1:0)
6. března 1959 (19:00) – Plzeň

Branky a nahrávky juniorů ČSR: 8. Josef Vimmer, 32. Jindřich Karas, 54. Josef Vimmer (Jiří Petr). 

Rozhodčí: Güldner (AUT), Gross (GDR)

Vyloučení: 2:2
junioři ČSR: Josef Mikoláš - Petr Lindauer, Miroslav Berek, Jaromír Meixner, Ladislav Šmíd - Miroslav Havel, Rudolf Hejtmánek, Jaroslav Walter - Josef Vimmer, Jindřich Karas, Jiří Petr - Zdeněk Špaček, Pavel Cagaš, Miroslav Kvasnica.
Rumunsko: Iosef Sofian - Zoltán Czáka, Dezső Dezideriu Varga, Ştefan Ionescu, Raduc - Geza Szabo, Ion Ferenczi, Iuliu Szabo - Anton Biró, Adalbert Nagy, István Takács - Lőrincz, Nicolae Andrei, Peter. 
 Rumunsko –  Rakousko 	5:2 (1:0, 1:0, 3:2)
7. března 1959 (20:00) – Plzeň

Branky Rumunska: István Takács, Geza Szabo, Ion Ferenczi, Nicolae Andrei, Dezső Dezideriu Varga.

Branky Rakouska: Rudolf Monitzer, Walter Znenahlik.

Rozhodčí: Vyvial (TCH), Karel Svítil (TCH)

Vyloučení: 4:3
Rumunsko: Iosef Sofian - Zoltán Czáka, Dezső Dezideriu Varga, Ştefan Ionescu, Raduc - Geza Szabo, Ion Ferenczi, Iuliu Szabo - Anton Biró, Adalbert Nagy, István Takács - Lőrincz, Nicolae Andrei, Peter. 
Rakousko: Alfred Huber (Werkl) - Jakob Küchl, Gerhard Springer, Adolf Bachura - Rudolf Monitzer, Walter Znenahlik, Mair - Gustav Tischer, Steiner, Fritz Wechselberger.
 Junioři ČSR –  Rakousko 	7:1 (1:0, 1:1, 5:0)
8. března 1959 (19:30) – Plzeň

Branky Junioři ČSR: 3x Karel Skopal, Rudolf Hejtmánek, Petr Lindauer, Zdeněk Špaček, Miroslav Kvasnica

Branky Rakouska: Rudolf Monitzer.

Rozhodčí: Gross (GDR), Schöner (GDR)

Vyloučení: 5:4
junioři ČSR: Václav Ševčík - Miroslav Berek, Ladislav Šmíd, Petr Lindauer, Jiří Lukáš - Karel Skopal, Rudolf Hejtmánek, Miroslav Havel - Josef Vimmer, Jindřich Karas, Jiří Petr - Zdeněk Špaček, Pavel Cagaš, Miroslav Kvasnica.
Rakousko: Alfred Huber - Jakob Küchl, Adolf Bachura, Hermann Knoll, Heinz Thielmann - Mair, Rudolf Monitzer, Wolfgang Jöchl - Eberl, Fritz Wechselberger, Erich Winkler - Steiner, Walter Znenahlik, Adolf Bachler.
 Junioři ČSR –  Maďarsko 	17:2 (6:0, 9:2, 2:0)
9. března 1959 (17:30) – Plzeň

Branky Junioři ČSR: 3. Petr Lindauer, 6. Jiří Lukáš, 3:0 10. Jaroslav Walter, 4:0 10. Petr Lindauer, 11. Jaromír Maixner, 16. Karel Skopal, 23.vl. Jozsef Kertész, 25. Karel Skopal, 26.vl. János Palotás, 27. Pavel Cagaš, 29. Miroslav Kvasnica, 12:1 30. Jaroslav Walter, 13:1 30. Jaroslav Walter, 37. Jindřich Karas, 39. Rudolf Hejtmánek, 55. Jaroslav Walter, 58. Jiří Petr. 

Branky Maďarska: 24. György Patócs, 13:2 Ferenc Lörincz. 

Rozhodčí: Güldner (AUT), Schöner (GDR)

Vyloučení: 3:1
junioři ČSR: Josef Mikoláš (27. Václav Ševčík) - Petr Lindauer, Jiří Lukáš, Jaromír Meixner, Miroslav Berek - Miroslav Havel, Rudolf Hejtmánek, Jaroslav Walter - Josef Vimmer, Jindřich Karas, Jiří Petr - Karel Skopal, Pavel Cagaš, Miroslav Kvasnica.
Maďarsko: Imre Andorka (27. Lajos Pozsonyi) - Lájos Koutny, György Patócs, Béla Martinuzzi, Balázs Kenderesi, Róbert Havas - Ferenc Lőrincz, János Palotas, Gábor Boróczi - János Zima, Jozsef Kertész, Viktor Zsitva - László Simon.
 Rumunsko –  Maďarsko 	7:2 (0:1, 5:0, 2:1)
10. března 1959 (17:30) – Plzeň

Branky Rumunska: 2x Zoltán Czáka, Geza Szabo, Iuliu Szabo, Dezső Dezideriu Varga, Nicolae Andrei, Raduc

Branky Maďarska: Gábor Boróczi, Viktor Zsitva.

Rozhodčí: Vyvial (TCH), Karel Svítil (TCH)

Vyloučení: 4:5
Rumunsko: Iosef Sofian - Zoltán Czáka, Dezső Dezideriu Varga, Ştefan Ionescu, Raduc - Geza Szabo, Ion Ferenczi, Iuliu Szabo - Anton Biró, Adalbert Nagy, István Takács - Lőrincz, Nicolae Andrei, Peter. 
Maďarsko: Imre Andorka - György Patócs, Jozsef Baban, Béla Martinuzzi, Róbert Havas - Ferenc Lőrinczm, János Palotas, Gábor Boróczi - Balázs Kenderesi, Jozsef Kertész, Viktor Zsitva - János Zima, György Grimm, László Simon,

## Statistiky

### Nejlepší hráči podle direktoriátu IIHF
| Post    | Nejlepší hráči |
| ------- | -------------- |
| Brankář | Nikolaj Pučkov |
| Obránce | Jean Lamirande |
| Útočník | Robert Cleary  |

### Kanadské bodování
| Poř. | Kanadské bodování | Branky | Přihrávky | Body |
| ---- | ----------------- | ------ | --------- | ---- |
| 1.   | Gordon Berenson   | 9      | 2         | 11   |
| 2.   | Paul Johnson      | 8      | 3         | 11   |
| 3.   | Jozef Golonka     | 7      | 4         | 11   |
| 3.   | Peter Conacher    | 7      | 4         | 11   |
| 5.   | Miroslav Vlach    | 8      | 2         | 10   |
| 6.   | Pete Conacher     | 7      | 3         | 10   |
| 7.   | Jevgenij Grošev   | 6      | 4         | 10   |
| 8.   | John McLelland    | 4      | 6         | 10   |
| 9.   | Tom Williams      | 7      | 2         | 9    |
| 10.  | Jaroslav Jiřík    | 6      | 3         | 9    |

### Nejlepší střelci
| Poř. | Nejlepší střelci | Branky |
| ---- | ---------------- | ------ |
| 1.   | Gordon Berenson  | 9      |
| 2.   | Miroslav Vlach   | 8      |
| 2.   | Denis Boucher    | 8      |
| 2.   | Paul Johnson     | 8      |
| 3.   | Peter Conacher   | 7      |
| 3.   | Jozef Golonka    | 7      |
| 3.   | Bill Cleary      | 7      |

### Soupiska Kanady
Kanada (Belleville McFarlands)

Brankáři: Gordon Bell, Marv Edwards

Obránci: Jean Lamirande, Floyd Crawford, Al Dewsbury, Moe Benoit.

Útočníci: Isaac Hildebrand, Barton Bradley, Wayne Brown – Lou Smrke, John McLellan, Peter Conacher – Denis Boucher, Gordon Berenson, George Gosselin – Jean Paul Payette, David Jones.

Trenér (hrající): Isaac Hildebrand.

### Soupiska SSSR
SSSR

Brankáři: Nikolaj Pučkov, Jevgenij Jorkin

Obránci: Nikolaj Sologubov, Ivan Tregubov, Genrich Sidorenkov, Dmitrij Ukolov, Nikolaj Snětkov

Útočníci: Konstantin Loktěv, Veniamin Alexandrov, Jurij Panťuchov – Jurij Krylov, Alexej Guryšev, Viktor Prjažnikov – Igor Děkonskij, Jevgenij Grošev, Viktor Jakušev – Jurij Baulin.

Trenér: Anatolij Tarasov, Vladimir Jegorov.

### Soupiska Československa
Československo

Brankáři: Vladimír Nadrchal, Jiří Kulíček

Obránci:  – Karel Gut, František Tikal, Rudolf Potsch, Stanislav Bacílek, Jan Kasper

Útočníci: Ján Starší, Karol Fako, Miroslav Vlach – Jaroslav Volf, Jozef Golonka, Jaroslav Jiřík – Bohumil Prošek, František Vaněk, Josef Černý – Miroslav Rys.

Trenér: Vlastimil Sýkora.

### Soupiska Švédska
4.  Švédsko

Brankáři: Yngve Johansson, Per-Agne Karlström

Obránci: Lars Björn, Bertil Karlsson, Vilgot Larsson, Roland Stoltz, Hans Svedberg

Útočníci: Acka Andersson, Sigurd Bröms, Erling Lindström, Lars-Eric Lundvall, Göran Lysén, Hans Mild, Ronald Pettersson, Kurt Thulin, Gösta Westerlund, Carl-Göran Öberg.

Trenér: Ed Riegle.

### Soupiska USA
5.  USA

Brankáři: Jack McCartan, Don Cooper.

Obránci: John Newkirk, Bob Dupuis, Jim Westby, Bob Owen, Rodney Paavola.

Útočníci: Weldon Olson, Paul Johnson, Gene Grazia, Bob Turk, Robert Cleary, Bill Cleary, Dick Meredith, Dick Burg, Tom Williams.

Trenér: Marsh Ryman.

### Soupiska Finska
6.  Finsko

Brankáři: Esko Niemi, Juhani Lahtinen.

Obránci: Matti Haapaniemi, Erkki Koiso, Matti Lampainen, Kalevi Numminen, Aaro Nurminen.

Útočníci: Raimo Kilpiö, Teppo Rastio, Jorma Salmi, Yrjö Hakala, Juhani Wahlsten, Jouni Seistamo, Heino Pulli, Pertti Nieminen, Esko Luostarinen, Unto Nevalainen.

Trenér: Aarne Honkavaara.

### Soupiska SRN
7.  SRN

Brankáři: Ulrich Jansen, Hans Obermann.

Obránci: Paul Ambros, Ernst Eggerbauer, Hans Huber, Leonhard Waitl, Hans Rampf.

Útočníci: Markus Egen, Horst Franz Schuldes, Georg Eberl, Siegfried Schubert, Kurt Sepp, Xaver Unsinn, Ernst Trautwein, Max Pfefferle, Jakob Probst, Alois Mayer, Bruno Guttowski.

Trenér: Gerhard Kiessling.

### Soupiska Norska
8.  Norsko

Brankáři: Knut Nygaard, Lorang Wifladt.

Obránci: Roar Bakke, Egil Bjerklund, Trond Gundersen, Henrik Petersen, Roy Sørensen. 

Útočníci: Terje Hellerud, Olav Dalsøren, Einar Bruno Larsen, Per Skjerwen Olsen, Georg Smefjell, Christian Petersen, Oddvar Midsäther, Per Moe, Willy Walbye, Henrik Bruun.

Trenér: Johnny Larntvedt.

### Soupiska NDR
9.  NDR

Brankáři: Walter Kindermann, Günther Katzur.

Obránci: Horst Heinze, Heinz Kuczera, Dieter Greiner, Günther Heinicke,Werner Heinicke.

Útočníci: Erich Novy, Werner Künstler, Kurt Stürmer, Joachim Ziesche, Hans Frenzel, Gerhard Klügel, Joachim Franke, Joachim Rudert, Manfred Buder, Wolfgang Blümel.

Trenéři: Rudi Schmieder, Jiří Anton (TCH).

### Soupiska Itálie
10.  Itálie

Brankáři: Giuliano Ferraris, Vittorio Bolla.

Obránci: Gianfranco Darin, Carmine Tucci, Giuseppe Zandegiacomo, Giancarlo Agazzi, Igino Larese-Fece.

Útočníci: Enrico Bacher,  Alberto Darin,  Giampiero Branduardi, Alfredo Coletti, Ernesto Crotti, Bruno Frison, Giovanni Furlani, Giulio Oberhammer, Bernardo Tomei, Giorgio Zerbetto.

Trenér: Bill Cupolo.

### Soupiska Polska
11.  Polsko

Brankáři: Wladyslaw Pabisz, Józef Goralczyk.

Obránci: Kazimierz Chodakowski, Marian Zawada, Henryk Regula, Szymon Janiczko, Stanislaw Olczyk,Augustyn Skorski.

Útočníci:Bronislaw Gosztyla, Janusz Zawadski, Józef Kurek, Zbigniew Skotnicki,  Kazimierz Malysiak, Sylwester Wilczek, Jerzy Ogorczyk, Andrzej Fonfara, Marian Jezak.

Trenér: Alfred Gansiniec.

### Soupiska Švýcarska
12.  Švýcarsko

Brankáři: René Kiener, Jean Ayer.

Obránci: Bruno Gerber, Kurt Nobs, Josef Wengartner, Hans Papa, Emil Handschin,

Útočníci: Hans-Martin Sprecher, Otto Schläpfer, Georg Riesch, Bernard Bagnoud, Franz Berry, Peter Stammbach,  Michael Wehrli, Roger Chappot.

Trenér: André Girard.

### Soupiska Rumunska
13.  Rumunsko

Brankář: Iosef Sofian.

Obránci: Zoltán Czáka, Dezső Dezideriu Varga, Ştefan Ionescu, Raduc.

Útočníci: Geza Szabo, Iuliu Szabo, Ion Ferenczi, Anton Biró, Adalbert Nagy, István Takács, Lőrincz, Nicolae Andrei, Peter. 

Trenér: Jaromír Kšanda (TCH)

### Soupiska Maďarska
14.  Maďarsko

Brankáři: Imre Andorka, Lajos Pozsonyi.

Obránci:  György Patócs, Jozsef Baban, Béla Martinuzzi, Lájos Koutny, Róbert Havas.

Útočníci: János Palotas, Ferenc Lőrincz, Gábor Boróczi, Balázs Kenderesi, Jozsef Kertész, Viktor Zsitva, János Zima, György Grimm, László Simon, Péter Patócs. 

### Soupiska Rakouska
15.  Rakousko

Brankáři: Alfred Huber, Werkl.

Obránci: Jakob Küchl, Hermann Knoll, Adolf Bachura, Heinz Thielmann.

Útočníci: Mair, Walter Znenahlik, Rudolf Monitzer, Steiner, Fritz Wechselberger, Erich Winkler, Adolf Bachler, Gustav Tischer, Gerhard Springer, Wolfgang Jöchl, Eberl. 

### Soupiska juniorů Československa
junioři Československo

Brankáři: Josef Mikoláš, Václav Ševčík.

Obránci: Petr Lindauer, Miroslav Berek, Jaromír Meixner, Ladislav Šmíd, Jiří Lukáš. 

Útočníci: Jaroslav Walter, Rudolf Hejtmánek, Miroslav Havel, Josef Vimmer, Jindřich Karas, Jiří Petr, Zdeněk Špaček, Pavel Cagaš, Miroslav Kvasnica, Karel Skopal.

Trenér: Josef Kus

## Konečné pořadí
| 26. | Mistrovství světa | Z | V | R | P | Skóre | B  |
| --- | ----------------- | - | - | - | - | ----- | -- |
| 1.  | Kanada            | 8 | 7 | 0 | 1 | 60:9  | 14 |
| 2.  | SSSR              | 8 | 7 | 0 | 1 | 44:15 | 14 |
| 3.  | ČSR               | 8 | 5 | 0 | 3 | 46:22 | 10 |
| 4.  | USA               | 8 | 5 | 0 | 3 | 45:25 | 10 |
| 5.  | Švédsko           | 8 | 3 | 1 | 4 | 27:26 | 7  |
| 6.  | Finsko            | 8 | 1 | 1 | 6 | 20:44 | 3  |
| 7.  | SRN               | 8 | 5 | 1 | 2 | 41:22 | 11 |
| 8.  | Norsko            | 8 | 4 | 1 | 3 | 30:46 | 9  |
| 9.  | NDR               | 8 | 3 | 0 | 5 | 26:42 | 6  |
| 10. | Itálie            | 8 | 3 | 1 | 4 | 27:39 | 7  |
| 11. | Polsko            | 8 | 1 | 0 | 7 | 15:50 | 2  |
| 12. | Švýcarsko         | 8 | 1 | 1 | 6 | 16:57 | 3  |

| 37. | Mistrovství Evropy |
| 1.  | SSSR               |
| 2.  | ČSR                |
| 3.  | Švédsko            |
| 4.  | Finsko             |
| 5.  | SRN                |
| 6.  | Norsko             |
| 7.  | NDR                |
| 8.  | Itálie             |
| 9.  | Polsko             |
| 10. | Švýcarsko          |